# Orkestar harmonika Aleksa Šantić Ugljevik
Orkestar harmonika je osnovan 1998. godine. Nastao je, i traje, pod rukovodstvom nastavnika Slavka Nikolića. Repertoar Orkestra je šarenolik; mogu se čuti obrade pjesama poznatih izvođača kao i spletovi koje sastavlja dirigent Orkestra, Slavko Nikolić. Na mnogobrojnim takmičenjima i nastupima širom svijeta, Orkestar je osvajao publiku srpskom tradicionalnom narodnom muzikom.

## Putovanja
Ja Imam Talenat
Orkestar harmonika javnost je upoznala nakon nastupa u TV šou programu Ja imam talenat Radio Televizije Srbije( RTS ). Spletom narodnih kola( Moravac, Čačak, Niška banja) Orkestar je zadivio žiri i ostavio ih bez komentara, kao i mnogobrojnu publiku.Ivan Bosiljčić, Nataša Ninković i Ivan Tasovac činili su žiri tadašnje emisije. Čuveni srpski glumac Ivan Bosiljčić tada je istakao : Sedeo sam iz tehničkih razloga, ali mi se srce razigralo ne mogu da vam opišem koliko. U narednom dijelu takmičenja Bosiljčić je Orkestar poredio sa zemljotresom i tornadom zbog energičnosti koju donose ova djeca. Tornado je završio takmičenje na četvrtom mjestu i osvojio srca publike.

### Soči
Od 11.000 prijavljenih učesnika širom svijeta Orkestar iz Ugljevika i dva ruska orkestra kao pobjednici, i kao jedini predstavnici Balkana, imali su čast predstavljati BiH, Republiku Srpsku, i dati više koncerata pred više hiljada ljudi iz čitavog svijeta.

### Oman
Na poziv sultana Omana predstavljali su Republiku Srbiju i imali četiri koncerta u Royal Opera House u Muskatu zajedno sa Boljšoj teatrom. Srpskom tradicionalnom muzikom oduševili su sultana i publiku.

### Jekaterinburg
Pozivom predsjednika Republike Srpske i ruske ambasade nastupali su u Jekaterinburgu, gdje su održali nekoliko koncerata sa njihovom filharmonijom.Od 16 država su osvojili Gran-pri; Napomenuo bih sa našom srpskom muzikom smo sve nagrade osvojili i tako promovisali našu muziku, Srbiju i Republiku Srpsku, dodao je Slavko Nikolić( vođa orkestra).

### Ostali nastupi
Po Evropi su nastupali u više gradova kao što su London, Pariz, Cirih, Štutgart, Strazburg, Prag, Beč, Dizeldorf, Ofenburg, Kopenhagen, Malme, Linc, Skoplje, Soči, Jekaterinburg i mnogi drugi. Imali su tu čast da sviraju nekuliko puta na poziv Emira Kusturice i patrijarha. Nastupali su više puta na RTS-u gdje su 7 puta gostovali u Žikinoj šarenici, Jedna pjesma jedna želja, za Novogodišnju noć,i imali priliku da sviraju sa Narodnim orkestrom pod upravom Branimira Đokića. Tri puta su bili u Kanadi (Toronto, Vankuver i Viktorija).

## Spoljašnje veze
- Fejsbuk stranica orkestra.